# Wasserwerk Broichhof
Das Wasserwerk Broichhof im Neusser Stadtwald im Norden von Neuss wurde von 1911 bis 1914 geplant und gebaut. Architekt war Carl Sittel. Es hebt seit dem 22. August 1914 Grundwasser für die Wasserversorgung von Neuss. Benannt wurde es nach dem etwa 150 m entfernt gelegenen Bauernhof. Nach 1945 sowie nach 1971 wurden die Brunnen neu angelegt. Derzeit bestehen sechs Vertikalbrunnen. Die jährliche Förderung beträgt 3.300.000 m³. Das Wasser wird über eine Denitrifikationsanlage, die Entkarbonisierungsanlage und die Entmanganungsanlage aufgearbeitet.